# Рио Пилкомайо
Рио Пилкома́йо (на испански: Río Pilcomayo) или Арагва́й (на испански: Río Araguay) е река в Боливия, Аржентина и Парагвай, десен приток на река Парагвай (десен приток на Парана). Дължината ѝ е 2426 km, а площта на водосборния басейн – 270 000 km² (24,1% от водосборния басейн на Парагвай). На езика кечуа названието на реката означава „Птича река“.
Рио Пилкомайо води началото си на 4660 m н.в., от Централните Боливийски Кордилери, на около 50 km югоизточно от езерото Поопо, в южната част на Боливия. В горното си течение (около 1100 km) тече през територията на Боливия и е типична планинска река с дълбока и тясна долина и бурно течение. След устието на най-големия си приток Пилая чрез дълбок и тесен каньон прорязва Източните Боливийски Кордилери и на около 100 km от боливийско-паргвайската граница излиза от планините и до устието си тече в югоизточна посока през обширните равнини на Гран Чако. Тук реката служи за граница между Парагвай и Аржентина и често променя коритото си, разделя се на ръкави и не приема нито един постоянен приток. Влива се отдясно в река Парагвай (десен приток на Парана), на 55 m н.в., срещу парагвайската столица Асунсион.
Рио Пилкомай получава постоянни притоци само в горното си течение, като най-голям е река Пилая (десен, 575 km). През зимата, по време на сухия сезон оттокът ѝ силно намалява, а през лятото (от януари до април), по време на дъждовния период широко се разлива и залива обширни територии. Среден годишен отток в средното течение (при парагвайския град Ла Пас) 175 m³/s, а в долното течение количеството на оттокът ѝ намалява до 167 m³/s. В горното ѝ течение, на боливийска територия, са изградени две малки ВЕЦ.